# Aleksandar Martinović
Aleksandar Martinović, cyr. Александар Мартиновић (ur. 15 czerwca 1976 w Slavonskim Brodzie) – serbski polityk, prawnik i nauczyciel akademicki, poseł do Zgromadzenia Narodowego Republiki Serbii, w latach 2022–2024 minister administracji publicznej i lokalnej, od 2024 do 2025 minister rolnictwa, leśnictwa i gospodarki wodnej.

## Życiorys
W 1999 i 2003 ukończył studia prawnicze I i II stopnia na Uniwersytecie w Nowym Sadzie. Od 2001 zawodowo związany z tą uczelnią jako nauczyciel akademicki zajmujący się prawem konstytucyjnym.
Zaangażował się w działalność polityczną w ramach Serbskiej Partii Radykalnej, w 2010 został wiceprzewodniczącym tego ugrupowania. W kadencjach 2007–2008 oraz 2008–2012 zasiadał z ramienia SRS w Zgromadzeniu Narodowym. Po wyborczej porażce radykałów w 2012 przeszedł do Serbskiej Partii Postępowej. Do 2014 kierował radą nadzorczą agencji prywatyzacyjnej, objął również stanowisko burmistrza miejscowości Ruma. W 2014, 2016, 2020 i 2022 otrzymywał mandatowe miejsce na liście postępowców, ponownie uzyskując wybór do serbskiego parlamentu.
W październiku 2022 dołączył do powołanego wówczas trzeciego rządu Any Brnabić, obejmując w nim stanowisko ministra administracji publicznej i lokalnej. W utworzonym w maju 2024 gabinecie Miloša Vučevicia przeszedł na urząd ministra rolnictwa, leśnictwa i gospodarki wodnej; sprawował go do kwietnia 2025.